# Churchill-laan

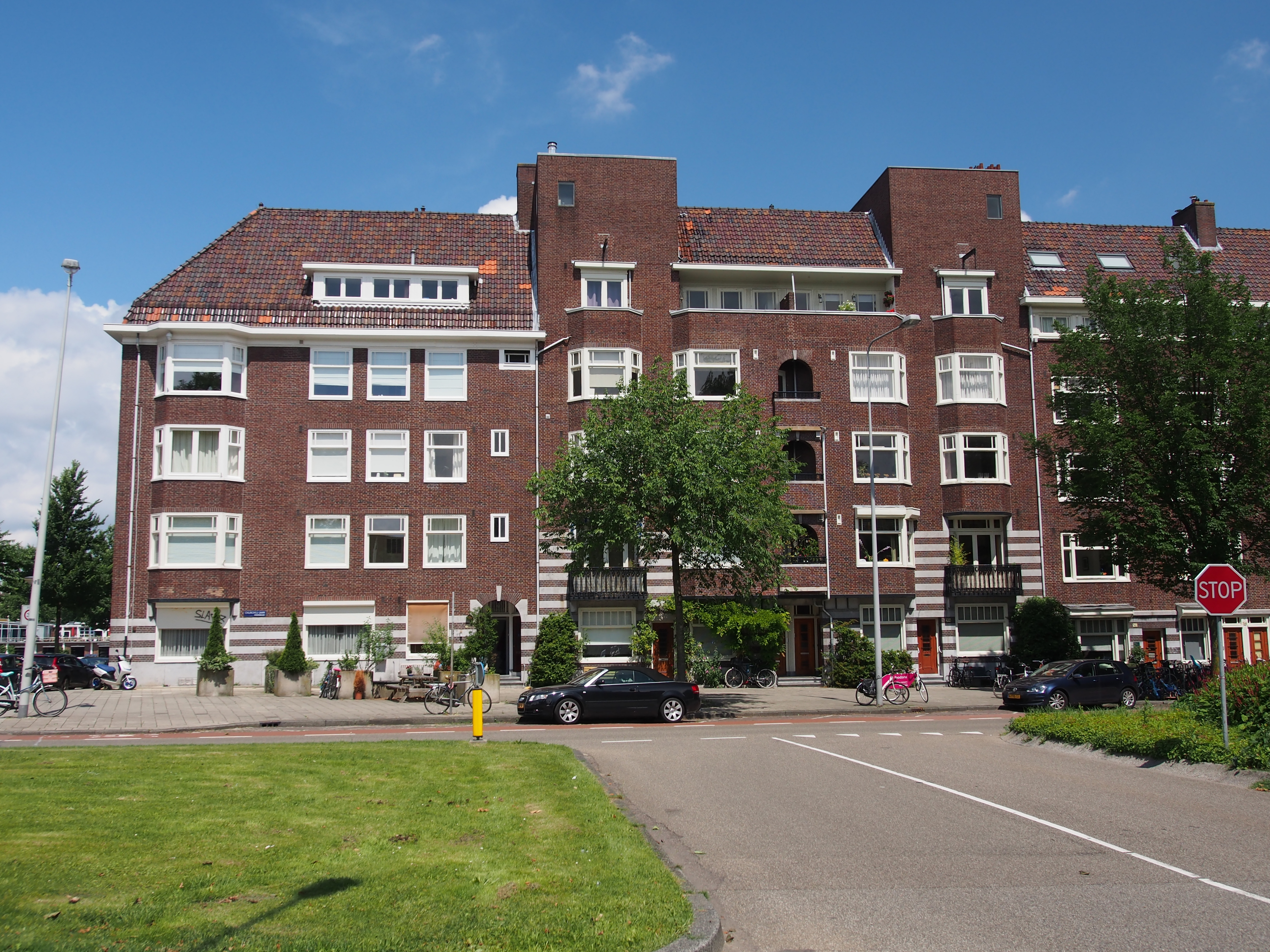
Bâtiments du XXe siècle sur Churchill-laan.

Churchill-laan  est une avenue d'Amsterdam.

## Situation et accès
Elle est située dans l'arrondissement de Zuid.
Elle constitue l'une des principales avenues du Rivierenbuurt avec Rooseveltlaan et Vrijheidslaan qui convergent toutes trois vers le Victorieplein. Elle est en outre perpendiculaire à Ferdinand Bolstraat qui traverse le quartier du Pijp selon un axe nord-sud. 

## Origine du nom
Elle a été baptisée en l'honneur de Winston Churchill.

## Historique
Elle a été aménagée dans le cadre du « Plan Zuid » développé par Hendrik Petrus Berlage en 1915 et approuvé par la ville en 1917. 
Connue sous le nom de Noorder Amstellaan jusqu'en 1946), elle fut notamment empruntée par les occupants allemandes le 10 mai 1940 avant d'être également empruntée par les Alliés lors de la libération de la ville et de prendre sa dénomination actuelle au lendemain de la Seconde Guerre mondiale.